# Élina Labourdette
Élina Labourdette (Parijs, 21 mei 1919 – Le Mesnil-le-Roi, 30 september 2014) was een Franse actrice.

## Les Dames du bois de Boulogne
Élina Labourdette was een voorbeeld van een actrice die herinnerd wordt door één rol. Ze is bekend gebleven dankzij het romantisch drama Les Dames du bois de Boulogne (1945) van Robert Bresson. Ze speelde er een cabaretdanseresje dat door haar moeder in de prostitutie terechtkwam. Ze werd gemanipuleerd door een scrupuleloze vrouw. Deze wou zich wreken op de minnaar die haar afwees en dreef hem in de armen van het danseresje om hem in diskrediet te brengen. 

## Andere samenwerkingen
In haar relatief korte carrière (1938-1970) was ze werkzaam voor gevestigde waarden als René Clément, Jacques Becker, Gilles Grangier, Jean-Paul Le Chanois, Jean Renoir en André Cayatte.
In 1961 vertolkte ze een tweede memorabele rol in het drama Lola, de eerste langspeelfilm van Jacques Demy.
Ze sloot haar filmactiviteit af met twee films van de vroeg gestorven cineast Guy Gilles.

## Privéleven
Élina Labourdette was de tweede vrouw van journalist en schrijver Louis Pauwels. Ze huwden in 1956 en bleven bij elkaar tot zijn overlijden in 1997.

## Filmografie (selectie)
- 1938: Prison sans barreaux (Léonide Moguy)
- 1938: Le Drame de Shanghaï (Georg Wilhelm Pabst)
- 1941: Le pavillon brûle (Jacques de Baroncelli)
- 1945: Les Dames du bois de Boulogne (Robert Bresson)
- 1950: Le Château de verre (René Clément)
- 1951: Édouard et Caroline (Jacques Becker)
- 1953: Mon mari est merveilleux (André Hunebelle)
- 1953: La Vierge du Rhin (Gilles Grangier)
- 1955: To Paris with Love (Robert Hamer)
- 1956: Papa, maman, ma femme et moi (Jean-Paul Le Chanois)
- 1956: C'est arrivé à Aden (Michel Boisrond)
- 1956: Elena et les Hommes (Jean Renoir)
- 1961: Lola (Jacques Demy)
- 1962: Les Parisiennes (episode Sophie, Marc Allégret)
- 1962: Snobs ! (Jean-Pierre Mocky)
- 1962: Le Couteau dans la plaie (Anatole Litvak)
- 1963: Le Glaive et la Balance (André Cayatte)
- 1968: Au pan coupé (Guy Gilles)
- 1968: Les Jeunes Loups (Marcel Carné)
- 1970: Le Clair de Terre (Guy Gilles)

- Biblioteca Nacional de España: XX4926843
- Bibliothèque nationale de France: cb146556599 (data)
- Gemeinsame Normdatei: 173395457
- International Standard Name Identifier: 0000 0001 1585 6416
- Library of Congress Control Number: no2001008484
- Nationale Bibliotheek van Tsjechië: xx0160974
- Nationale Bibliotheek van Israël: 987008729612505171
- Système universitaire de documentation: 084587954
- Virtual International Authority File: 2110201
- WorldCat: E39PBJdx4hGpy6FXG6BkWJxVYP